# Heinrich Christoph Wilhelm von Sigwart

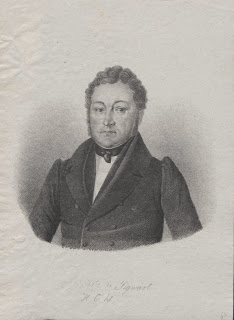
Heinrich Christoph Wilhelm von Sigwart

Heinrich Christoph Wilhelm Sigwart, ab 1837 von Sigwart (* 31. August 1789 in Remmingsheim, heute Gemeinde Neustetten bei Rottenburg am Neckar; † 16. September 1844 in Stuttgart), war Philosophieprofessor in Tübingen.

## Leben
Nach dem frühen Tod seines Vaters wurde Heinrich Christoph Wilhelm Sigwart bei Verwandten erzogen, zuletzt bei seinem Onkel Johann Christoph Schwab, Geheimer Hofrat in Stuttgart. Er besuchte das Gymnasium illustre in Stuttgart und von 1803 bis 1807 die Theologischen Seminare in Blaubeuren und Maulbronn. 1807 begann er mit dem Studium der Theologie, der Philosophie und der Philologie am Tübinger Stift. Nach dem Ende des Studiums fand er 1812 eine Anstellung als Hofmeister beim Fürsten zu Hohenlohe-Langenburg. 1813 wurde er Repetent am Tübinger Stift, 1815 Stadtvikar in Stuttgart. Von 1816 bis 1841 wirkte er als Professor der Philosophie an der Universität Tübingen. Von 1822 bis 1834 war er zugleich Visitator der gelehrten Schulen im Schwarzwaldkreis.
Von 1841 bis zu seinem Tode war Sigwart Prälat und Generalsuperintendent der evangelischen Landeskirche in Hall und besaß Kraft diesen Amtes Sitz und Stimme in der Zweiten Kammer der Württembergischen Landstände.
Er war der Vater von Christoph von Sigwart.
1837 wurde ihm das Ritterkreuz des Ordens der Württembergischen Krone verliehen, mit dem der persönliche Adelstitel verbunden war.

## Schriften
- Über den Zusammenhang des Spinozismus mit der Cartesianischen Philosophie, Tübingen 1816 (Nachdruck: Scientia, Aalen 1974, ISBN 3-511-09008-3).
- Handbuch der theoretischen Philosophie, Tübingen 1820.
- Die Leibniz'sche Lehre von der prästabilirten Harmonie in ihrem Zusammenhange mit früheren Philosophemen, Tübingen 1822.
- Grundzüge der Anthropologie, Tübingen 1827.
- Die Wissenschaft des Rechts nach Grundsätzen der praktischen Vernunft, Tübingen 1828.
- Vermischte philosophische Abhandlungen. Zwei Bände, Tübingen 1831.
- Handbuch zu Vorlesungen über die Logik. 3. Aufl., Tübingen 1835.
- Die Leibnizsche Lehre von der prästabilen Harmonie in ihrem Zusammenhang mit früheren Philosophischen betrachtet, 1822 (Nachdruck: Scientia, Aalen 1983, ISBN 3-511-09164-0)
- Grundzüge der Anthropologie, Tübingen 1827.
- Das Problem von der Freiheit und der Unfreiheit des menschlichen Wollens. Eine kritische Abhandlung. Fues, Tübingen 1839.
- Der Spinozismus, historisch und philosophisch erläutert, mit  Beziehung auf ältere und neuere Ansichten. Tübingen 1839 (Nachdruck: Scientia, Aalen 1974, ISBN 3-511-00170-6).
- Das Problem des Bösen oder die Theodice, Tübingen 1840.
- Die Propädeutik der Geschichte der Philosophie, oder über den Begriff, die Methode und den Anfang der Geschichte der Philosophie nebst einem Anhang über die ersten Formen der griechischen Philosophie 1840.
- Vergleichung der Rechts- und Staatstheorien des B. Spinoza und des Th. Hobbes, Tübingen 1842 (Nachdruck: Scientia, Aalen 1974, ISBN 3-511-10056-9).
- Geschichte der Philosophie (3 Bände), Tübingen 1844.